# Francisco de Solís Folch de Cardona
Francisco de Solís Folch de Cardona (Salamanca, 16 de fevereiro de 1713 - Roma, 21 de março de 1775) foi um cardeal do século XVIII

## Biografia
Nasceu em Salamanca em 16 de fevereiro de 1713. Filho de José Solís y Gante, marquês de Castelnovo, conde de Saldueña e terceiro duque de Montellano, e Josefa Folch de Cardona, marquesa de Castelnovo y Pons. Seu pai foi um dos membros originais da Real Academia Española, fundada em 1713. Seu irmão José Solís Folch de Cardona foi vice-rei de Nueva Granada (futura Colômbia); e depois ingressou na Ordem dos Frades Menores (Franciscanos). Pela influência que sua família exercia na corte, obteve o título de barão de Santa María de Aracena.
Ele foi educado em casa com os melhores professores, lucrando em todas as ciências; seus pais lhe forneceram todos os meios para cultivar seu raro talento e inteligência na busca de sua carreira eclesiástica; aos dezoito anos, sofreu uma grave doença que o fez perder o olho esquerdo; ele tinha um olho de vidro colocado em seu lugar..
Ordenado (nenhuma informação encontrada). Capelão real. Tesoureiro e cônego do cabido da catedral de Málaga; seu reitor em outubro de 1744..
Eleito arcebispo titular de Trajanopoli, em 20 de janeiro de 1749. Co-administrador da sede metropolitana de Sevilha, ocupada pelo Cardeal Luis de Bourbón, Infante da Espanha, 28 de janeiro de 1749. Consagrado, domingo, 16 de março de 1749, Real Mosteiro da Encarnação, Agostinianas Descalças, Madri, por Enrico Enriquez, arcebispo titular de Nazianzo, núncio na Espanha, coadjuvado por Juan Antonio Pérez Arellano, bispo titular de Casio, auxiliar de Toledo, e por Andrés Núñez Montegaudo, bispo titular de Mascula, auxiliar de Toledo. Na mesma cerimônia foi consagrado Manuel Quintano Bonifax, arcebispo titular de Farsalo, coadministrador de Toledo. Transferido para a sé de Córdoba, com título pessoal de arcebispo, em 25 de setembro de 1752. Promovido à sé metropolitana de Sevilha, em 17 de novembro de 1755; ele recebeu o pálio naquele mesmo dia. Ele expandiu e modernizou o seminário; e reconstruiu e embelezou a catedral metropolitana e o mosteiro das monjas capuchinhas..
Criado cardeal sacerdote no consistório de 5 de abril de 1756; o papa enviou-lhe o barrete vermelho com um breve apostólico de 7 de abril de 1756; o apostólico capazgato , abade Conde Giovanni Maria Mandelli, trouxe-lhe o barrete vermelho; O rei Fernando VI de Espanha a impôs ao novo cardeal. Não participou do conclave de 1758, que elegeu o Papa Clemente XIII. Em 1762, reedificou o convento de Santa Rosalía . Participou do conclave de 1769, que elegeu o Papa Clemente XIV. Recebeu o chapéu vermelho em 22 de junho de 1769; e o título de Ss. XII Apostoli, 26 de junho de 1769. Atribuído à SS. CC. do Conselho Tridentino, Propaganda Fide, Ritos e Indulgências e Relíquias Sagradas. Participou do conclave de 1774-1775, que elegeu o Papa Pio VI..
Morreu em Roma em 21 de março de 1775, pela manhã. Ele havia sofrido febre furiosa com ataque de pettodurante a noite de 17 de março; recebeu os sacramentos da Igreja e a bênção papal. O funeral foi celebrado no dia 27 de março seguinte em sua igreja titular de Ss. XII Apostoli, dos Frades Menores, com a participação do Papa e do Sagrado Colégio dos Cardeais; no final, o Papa deu a absolvição final. O corpo, colocado em caixão triplo, foi entregue ao Padre Guardião daquela igreja e sepultado, sem qualquer memorial fúnebre, para aguardar a decisão dos seus familiares em Espanha, mas sem nunca terem chegado disposições aos Conventuais, o seu corpo aí permanece, no esquecimento. Seu coração foi enviado de Roma em uma urna de cristal e enterrado na igreja dos Capuchinhos em Sevilha, que ele havia fundado..